# ベルトラード・ド・モンフォール
ベルトラード・ド・モンフォール（Bertrade de Montfort, 1070年頃 - 1117年2月14日）は、モンフォール＝ラモーリー領主シモン1世とアニェス・デヴルーの娘。前夫アンジュー伯フルク4世を捨て、フランス王フィリップ1世の2度目の妃となった。

## 生涯
1087年に父シモン１世が死去し、母アニェスともその後間もなく死別した。母が臨終前に自身の実兄に当たるエブルー伯ギヨームにベルトラードの後見を依頼し、以降は結婚するまでエヴルーの伯父の下で過ごした。
初婚で、30歳近く年上のアンジュー伯フルク4世と結婚しエルサレム王にもなったフルク5世（イングランド王ヘンリー2世の祖父）をもうけた。
1092年、ベルトラードは夫フルク4世を捨て、フランス王フィリップ1世の許へ出奔した。
フィリップ1世には王妃ベルト・ド・オランドがいたが、ベルトを尼僧院に押し込めてベルトラードと再婚した。幽閉されたベルトは失意の中1093年に死去したが、フィリップ1世は1094年にリヨン司教によって破門された。さらに1095年のクレルモン教会会議において教皇ウルバヌス2世が正式に破門を宣告した。その後、破門が解かれたこともあったが、フィリップ1世はベルトラードと復縁し、1104年まで離婚と破門が繰り返された。
これによりフィリップ1世は権威を失い、第1回十字軍にも参加できず、また先妻ベルトとの間の息子である王太子、後のルイ6世が実権を掌握することになった。
一説ではフィリップ1世との間に儲けた王子にフランス王位を継がせたいと考え、当時イングランドに滞在していた継子ルイ6世の逮捕をイングランド王ヘンリー1世に願った他、暗殺しようとしたと伝えられる。
フィリップ1世は1108年に死去した後、ベルトラードはフィリップとの息子フィリップ・ド・マントが実家モンフォール家及び前夫フルク4世との子、アンジュー伯フルク5世らと結託してランスを占領し王太子ルイの戴冠を妨害するが、ルイに味方した司教達の機転により無事にオルレアンで戴冠し、ルイ6世として王位を継いだため失敗に終わる。
失脚した2人の王子はルイ6世から所領を召し上げられ、翌年にルイ6世と和解するまでの間、ベルトラードの実弟であるモンフォール卿アモーリー3世のもとにに数年身を寄せた。後にルイ6世の計らいでベルトラードは前夫の領地、アンジューに戻った。
1114年、ベルトラードはフォントヴローで修道女となり、翌1115年にオート＝ブリュイエールのノートルダム修道院女子修道院長となったが、まもなく還俗し、厳しい修道院生活を放棄した。
ベルトラードはフィリップ1世との間に先述のマント伯フィリップ、結婚によりナンジ(英語版)卿となったフルーリー（フロラン、フロリュスとも）の2男とセシル、ウスターシーの2女をもうけた。セシルは初婚でガリラヤ公タンクレードと、次いでトリポリ伯ポンスと再婚し、ウスターシーはエタンプ伯ジャンと結婚した。